# La gran retirada
La gran retirada és el nom donat a la lenta retirada dels Aliats que els va conduir al front del Marne al començament de la Primera Guerra Mundial. Es va iniciar el 23 d'agost de 1914 amb la victòria alemanya a la batalla de Mons, i va acabar el 12 de setembre amb la fi de la 1a batalla del Marne.